# 프란츠 뵈메
프란츠 프리드리히 뵈메(독일어: Franz Friedrich Böhme, 1885년 4월 15일 ~ 1947년 5월 29일)는 독일군의 장군으로서, 독일 제20산악군의 지휘관 및 독일에 점령 중 노르웨이에서 총사령관(Commander-in-Chief) 을 지냈다.
뵈메는 1885년, 오스트리아의 슈타이어마르크주에서 태어났다. 1902년, 프란츠가 17세 때 아버지가 사망하고, 이듬해 어머니마저 사망하였다. 오스트리아군의 사관학교를 졸업하였으며, 제1차 세계 대전에선 갈리치아 (Galicja) 전선에 참전하여, 1917년에 볼히니아 (Wolyn), 쿠를란트 (Kurland, 지금의 쿠르제메) 및 뒤나부르크 (Dünaburg, 지금의 다우가프필스)를 전전하였고, 1917년부터 1918년까지 이손초 (Isonzo) 전선에 참전하였다.
1938년 3월, 나치 독일에 의한 오스트리아 병합 직전, 오스트리아군의 소장 (Generalmajor)으로 정보 기관장을 맡고 있던 뵈메는, 나치에 반대한 알프레트 얀자 (Alfred Jansa)의 후임 참모총장이 되었다. 제2차 세계 대전의 시발점이 된 폴란드 침공 및 프랑스 공방전 당시에는 독일 국방군의 군인으로서 제32보병 사단을 지휘하였다. 1941년 9월, 독일 점령 중 세르비아의 점령군 사령관 (Kommandierender General) 이 되었다. 아돌프 히틀러는 뵈메에게 강력한 수단으로 세르비아의 치안을 회복하도록 명령하였고, 뵈메는 "모든 공산주의자와 그 혐의가 있는 남성 시민, 모든 유대인, 일정한 수의 민족주의 및 민주주의를 표방하는 시민"을 체포하도록 하는 지령을 내렸다. 또 독일 국방군은 독일병 전사자 한 명에 대해 세르비아인 100명을, 독일병 부상자 한 명에 대해 50명의 세르비아인을 처형하라는 지령을 받았고, 이 지령에 근거해 독일 국방군은 세르비아인, 유대인, 집시를 처형하였다.
크랄레보 (Kraljevo) 와 크라구예바츠 (Kragujevac) 에서는 유고슬라비아 파르티잔 (Partizani) 이나 체트니크 (Četnik) 와의 포격전 후, 여러 날에 세르비아 시민 4000명을 사살하였다. 뵈메가 1941년 12월까지 세르비아 점령군 사령관을 맡고 있던 수개월 사이에, 독일병 160명이 사망, 278명이 부상한 것에 대해, 유고슬라비아 파르티잔 3562명이 전사하고, 세르비아의 일반 시민 2만 명 ~ 3만 명이 처형되었다. 1944년, 제2기갑군의 사령관이 되어, 유고슬라비아에 주둔한 독일군을 지휘했지만, 탑승한 비행기의 추락 사고로 부상을 당해 사직하였으며, 1945년, 상처가 치유된 뵈메는 노르웨이에 주둔한 제20산악군의 사령관에 임명되어, 전쟁이 끝날 때까지 이 지위에서 일하였다.
뵈메는 전쟁이 끝난 뒤인 1945년, 노르웨이에서 포로가 되어, 1947년 5월 13일에 뉘른베르크 부속 재판의 인질 재판에 기소되었다. 같은 달 29일, 뉘른베르크 형무소의 5층에서 뛰어내려 자살하였고, 그라츠 (Graz)의 묘지에 묻혔다.

## 문헌
- Walter Manoschek: Serbien ist judenfrei. Militärische Besatzungspolitik und Judenvernichtung in Serbien 1941/42. Schriftenreihe des Militärgeschichtliches Forschungsamt Militärgeschichtlichen Forschungsamtes, 2. Auflage, München 1995